# RAI1
RAI1 (сокр. от англ. Retinoic acid induced 1) —  белок, кодируемый одноименным геном, расположенным у людей на коротком плече 17-й хромосомы. Длина полипептидной цепи белка составляет 1906 аминокислот, а молекулярная масса — 203 352. Является фактором транскрипции, связанным с синдромом Смит-Магенис, когда у людей есть делеции этого гена или мутация в нём, и с синдромом Потоцкой-Лупского, когда в геноме наблюдается  дупликация этого гена. 
Кодируемый геном белок по функциям относится к активаторам, фосфопротеинам. Задействованный в таких биологических процессах, как биологические ритмы, альтернативный сплайсинг. Белок имеет сайт для связывания с ионами металлов, ионом цинка. Локализован в цитоплазме, ядре.

## Внешние ссылки
- GeneReviews/NIH/NCBI/UW entry on Smith-Magenis Syndrome Архивная копия от 10 апреля 2010 на Wayback Machine
- RAI1+protein,+human Архивная копия от 4 ноября 2021 на Wayback Machine  at the US National Library of Medicine Medical Subject Headings (MeSH)